# Temis
Temis srl è un'azienda ingegneristica italiana, attiva nella progettazione e nella produzione di sistemi elettronici e componenti per il settore aerospaziale, della Formula 1 e degli sport motoristici.
In questi ambiti, l'azienda si occupa di telematica, computing, tecnologia spaziale, monitoring e automazione, simulazione, navigazione ed energia termica.
Di proprietà per il 100% di ART Spa, ha sede legale nella Villa del Pischiello, a Passignano sul Trasimeno e sede operativa a Corbetta (MI).

## Storia
Temis è stata fondata nel 2006 come sister company di ART Spa con lo scopo di supportare la casa madre nello sviluppo di prodotti e sistemi elettronici.
Questa esperienza è stata trasferita nel settore spaziale a partire dal 2008, quando l'azienda ha realizzato un sistema di telemetria integrato nel launcher VEGA per l'acquisizione di dati e video durante l'intera durata della missione (LARES A&H Sub System). Dal 2009 Temis ha ampliato le proprie competenze nel settore prendendo parte a numerosi programmi spaziali istituzionali e industriali e lavorando fianco a fianco con le Agenzie (ESI, ASI) e le principali compagnie aerospaziali europee.

## Dati e generalità di Temis
Temis è una delle aziende italiane maggiormente in crescita nel campo dell'aerospazio. L'azienda ha contribuito con i propri prodotti alla buona riuscita delle imprese spaziali a cui ha preso parte.
L'azienda è composta da 20 persone nella propria sede operativa di Corbetta, dotata di 400 m2 di uffici e 200 m2 di laboratori per test e integrazioni.

## Missioni spaziali a cui Temis ha contribuito
Tra gli altri, Temis ha contribuito con i propri prodotti ai seguenti progetti aerospaziali:
- Vega Launcher[1];
- EUCLID;
- PRISMA;
- Galileo;
- SmallGEO;
- MeteoSat Third Generation;
- ExoMars.